# Tapanahony (ressort)

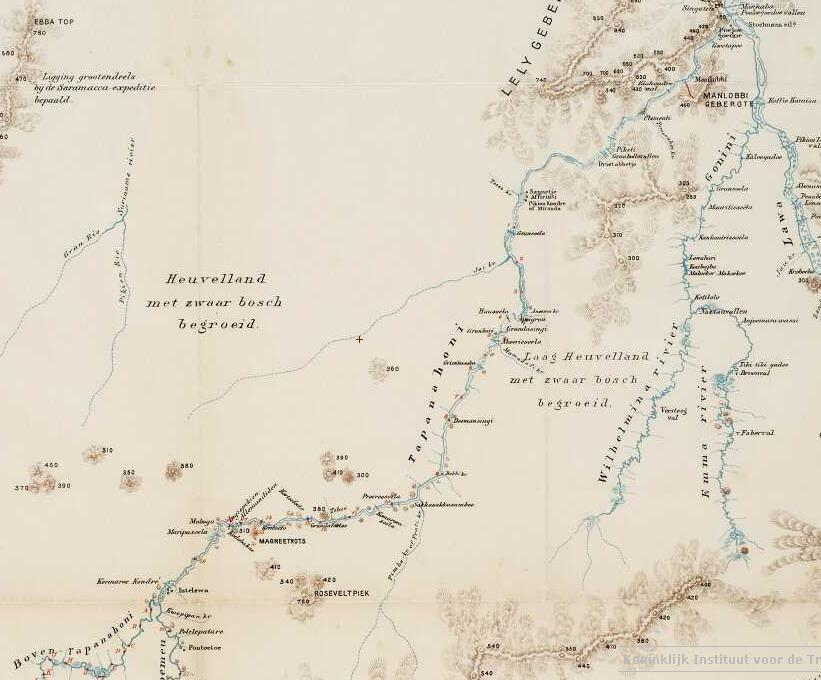
Tapanahony op een kaart uit 1905 van A. Franssen Herderschee

De Tapanahony, Sranantongo Tapanahoni, is een van de zeven ressorten waaruit het Surinaamse district Sipaliwini bestaat. Het ressort is vernoemd naar de rivier Tapanahony die door dit gebied stroomt.
In het oosten grenst het ressort Tapanahony aan Frans-Guyana met op de grens de rivieren Marowijne en de Lawa, maar in het zuiden is het gedeelte tussen de rivieren de Litani en de Marouini (de Franse benaming voor Marowijne) betwist gebied wat Suriname rekent tot het ressort Tapanahony. Ten zuiden van Tapanahony ligt Brazilië met het Grensgebergte en het Toemoek-Hoemakgebergte als grens. In het zuidwesten vormt het Eilerts de Haangebergte de grens met het ressort Coeroenie. Meer naar het noorden grenst Tapanahony met het ressort Boven-Suriname en districten Brokopondo, Para en Marowijne.
Het district Sipaliwini werd in 1983 gevormd waarbij gedeeltes van andere districten werden samengevoegd tot wat eerst het district "binnenland" zou gaan heten. Het ressort Tapanahony komt grofweg overeen met het gebied dat van het district Marowijne werd overgedragen aan het nieuwe district. In 1996 had Tapanahony volgens cijfers van het Centraal Bureau voor Burgerzaken (CBB) 8.120 bewoners. Een van de grotere dorpen in dit ressort is de goudzoekersplaats Benzdorp.

## Districtscommissarissen
Hieronder volgt een lijst van districtscommissarissen die het bestuursressort hebben bestuurd:
| Districtscommissaris | van  | tot   | opmerking                                |
| -------------------- | ---- | ----- | ---------------------------------------- |
| Margaretha Malontie  | 2011 | 2016  |                                          |
| August Bado          | 2016 | 2021  | bleef aan bij aantreden kabinet-Santokhi |
| Henk Deel            | 2021 | heden |                                          |

Boven-Coppename‎ · Boven-Saramacca‎ · Boven-Suriname‎ · Coeroenie · Kabalebo · Paramacca · Tapanahony
Affivisiti · Agaigoni · Ajokojokondre · Akani Pata · Aloepi 1 & 2 · Alopi · Antino · Antonio do Brinco · Apetina · Benanoe · Benzdorp · Clementi · Cottica · Draai · Drietabbetje · Gakaba · Godo-olo · Godoro · Granbori · Herminadorp · Intelewa · Kampoe · Kawemhakan · Koemakapan · Kontina · Lensidede · Maboga · Maisa Kampu · Manlobi · Moitaki · Monpoesoe · Nikie · Paloemeu · Peleloe Tepoe · Peruano · Poeketi · Poeloegoedoe · Ronaldo · Sajé · Tjon Tjon · Tutu Kampu · Wanfinga · Wehejok